# Bernard Deloche
Bernard Deloche est un philosophe et muséologue français, né à Lyon (France) en 1944. Professeur émérite de l’Université Lyon 3 où il a enseigné de 1980 à 2009 et dirigé pendant dix ans un master de muséologie et nouveaux médias, il mène des recherches sur la muséologie et les musées, l’esthétique et la philosophie de l’art, l’épistémologie des techniques d’attribution des productions anonymes et la connaissance des arts mineurs et des productions régionales. Membre du Comité international pour la muséologie, au sein du Conseil international des musées (ICOM), il a fondé et dirigé le Laboratoire d’analyse morphologique des productions d’art par la statistique (LAMPAS) de 1990 à 2003.

## Formation et recherches esthétiques
Agrégé de philosophie et diplômé de l'Institut d'études politiques de Lyon, Deloche revendique quatre sources d’influence principales dans sa formation : Bernard Bourgeois, Gilles Deleuze, Henri Maldiney et François Dagognet, ce dernier ayant dirigé la thèse d’État qu’il soutient en 1979 à Lyon sur L’art du meuble, introduction à l’esthétique des arts mineurs et qu’il publie deux ans plus tard. Il est successivement nommé Maître-assistant, Maître de conférences puis Professeur d’esthétique et sciences de l’art à la faculté de philosophie de l’Université Lyon III Jean Moulin.
Deloche développe une contribution importante (près d'une vingtaine d’ouvrages et plus de cent articles, écrits seul ou en collaboration) sur les arts dits mineurs ou décoratifs (sièges, luminaires avec Philippe Boucaud, faïences, etc.) et le mobilier régional (notamment lyonnais). Le caractère multiple de cette production lui permet, à partir de la constitution de séries, de modéliser les structures de certaines formes, notamment grâce à l’informatique, afin de mieux comprendre la structure de fabrication des objets, mais également – dans le cas de mobilier anonyme – de développer des modèles automatiques d’attribution. C’est cette logique qu’il développe dans Une esthétique expérimentale. Contribution à la théorie de l'attribution, publié en 1992 et qui a donné lieu à la conception d'un système expert à apprentissage (Systex) récemment récrit par Eric Detoisien.

## La muséologie et le musée virtuel
Le premier ouvrage spécifiquement consacré aux musées, Museologica. Contradictions et logique du musée, a fait sensation dans les milieux muséaux. Deloche y dénonce, de manière particulièrement acerbe les pratiques sacralisantes des conservateurs, l’auteur appelant à une transformation radicale du musée qu’il envisage, dès 1985, à partir de l’informatique et du développement de substituts. Cet ouvrage lui vaut l’inimitié de nombre de conservateurs, mais il est également salué par les muséologues, notamment les partisans de la nouvelle muséologie, et édité à nouveau par l’association Muséologie nouvelle et Expérimentation sociale (MNES). Il poursuit la même critique – paradoxalement fondée sur une connaissance fine et sensible de l’objet – à travers plusieurs autres ouvrages, notamment Mythologie du musée.
C’est à partir du milieu des années 1980 que Deloche s’investit particulièrement dans le domaine de la muséologie, notamment à travers le comité international pour la muséologie de l’ICOM dont il est membre et pour lequel il publie de très nombreux articles dans la revue Icofom Study Series ainsi que pour le Dictionnaire encyclopédique de muséologie  où il s’attache à définir nombre de concepts importants pour la muséologie, comme le (champ) muséal, la communication ou le musée comme institution, ainsi que le musée virtuel. Il édite également, avec Jean-Michel Leniaud, une anthologie des premiers textes révolutionnaires sur les musées, et notamment les contributions de Félix Vicq d’Azyr, de l’abbé Grégoire ou de Boissy d’Anglas.
Les développements des technologies de l'information et de la communication le conduisent, à partir de 1999, à mettre en place un premier diplôme de DESS (Master Pro) consacré à la muséologie et aux nouveaux médias, qu’il dirige jusqu’à son accession à l’éméritat, en 2009. C’est dans ce contexte de transformations profondes de la société qu’il poursuit sa réflexion sur le musée et la muséologie et consacre un ouvrage au musée virtuel, dont le concept – Deloche utilise le terme « virtuel » au sens de Deleuze, c’est-à-dire « en puissance », comme un œuf est un poulet virtuel – permet d’évoquer non seulement les développements du cybermusée et autres collections numériques, mais d’également relier, au sein du champ muséal, d’autres projets visant à proposer de nouvelles réponses aux problèmes de documentation et de transmission du sensible auquel répond actuellement le musée classique. Ainsi, ce dernier n’apparait que comme l’une des solutions possibles pour répondre aux problèmes que se pose la société, comme le faisaient les musées de papier au XVIIe siècle, les journaux encyclopédiques (le musée des familles) au XIXe, l’écomusée dans les années 1970 et le cybermusée à partir des années 1990.
Pour Deloche, la révolution numérique se présente d’emblée comme un phénomène majeur, susceptible de transformer radicalement la culture et les pratiques sociales. Il est fort probable que, dans cette perspective, les musées soient à nouveau amenés à se transformer. Bernard Deloche a souvent déclaré ne pas aimer ces derniers, du moins sous leur forme classique, tout en reconnaissant son intérêt pour la nouvelle muséologie (dernier changement radical de l’éthique du champ muséal), les écomusées et les musées de société. Le concept de musée virtuel permet d’envisager continuellement de nouvelles formes muséales au gré des évolutions de la société, susceptibles de répondre à nos besoins de culture, entendus comme « l’ensemble des acquisitions qui font d’un être génétiquement humain un homme ».

## Préfaces
- Du fil à retordre, l'architecture des moulins à soie, par B. Duprat, M. Paulin, F. Tran, préface de B. Deloche, Lyon, PUL, 1993.
- Le nouvel âge des musées, par Jean-Michel Tobelem, préface de B. Deloche,  Paris, Armand Colin, 2005.
- Le musée hybride", par François Mairesse, préface de B. Deloche,  Paris, La Documentation française, 2010.
- L’art du meuble en Bresse, par Josette Foilleret, préface de B. Deloche, Patrimoine de l'Ain, Bourg en-en-Bresse, 2014.
- Zbynek Z. Stránský et la muséologie. Une anthologie, F. Mairesse (dir.), préface de B. Deloche, Paris, L'Harmattan, 2019.